# Rifat
En el llibre del Gènesi, capítol desè, Rifat o Difat (hebreu: ריפת) és fill de Gómer, fill de Jàfet. Era besnet de Noè. La seva identitat és «completament desconeguda».